# 武山县
武山县是中华人民共和国甘肃省天水市下辖的一个县，位于甘肃东部，天水西部，渭河上游。

## 歷史
东汉置新兴县，北周废，北宋时置宁远寨，元代升寨为宁远县。1914年因与湖南省宁远县重名，改武山县。以县西有武成山得名，而据《水经注》，該地因河流武城川水得名武山。

## 行政区划
武山县下辖13个镇、2个乡：
城关镇、洛门镇、鸳鸯镇、滩歌镇、四门镇、马力镇、山丹镇、温泉镇、桦林镇、龙台镇、榆盘镇、高楼镇、杨河镇、嘴头乡和沿安乡。

## 交通
陇海铁路与 316国道一起沿渭河贯穿全县。
- 陇海铁路在境内设有4个中间站：洛门站，武山站，贺家店站，鸳鸯镇站。

## 气候与物产
武山县属温带大陆性半湿润季风气候区，渭河流过全境。主要物产有有蛇纹岩（鸳鸯玉）、白云石、滑石、石灰石、花岗岩等。其中蛇纹岩储量达3.2亿立方米，为玉雕工艺品和高级装饰贴面之理想材料。

## 经济
武山县农业以种植小麦、洋芋、玉米、蚕豆等粮食作物为主，还有糜谷、水稻、大麦、莜麦等。经济作物包括蔬菜、油料、药材、瓜类等，蔬菜主要有韭菜、黄瓜、茄子、西红柿等30多个品种，远销10多个省（区）。分布在全县的16个集贸市场，商品交易兴隆，购销两旺，其中洛门镇是全国56个重点集镇之一，是陇东南生要的蔬菜生产基地和商口集散地。
工业产品有水泥、建筑板材、毛纺织品、油漆涂料、滑石粉、玉雕及草编制品等。玉雕品是该县工业的一大特色，有夜光杯、工艺品、酒茶具、高级装饰面板材、文房用品五大系列200多个品种，部分产品远销国外，1982年国家领导人赠送给尼泊尔国王的“双龙杯”即由武山鸳鸯玉制作而成。

## 旅游资源
武山县境内旅游资源丰富，在渭河南北分布有仰韶、马家窑和齐家文化遗址36处，有始建于北周的亚洲第一摩崖浮雕——水帘洞石窟和凿于汉代、重建于明代的木梯寺石窟两处国家级重点文物保护单位，显圣寺、拉稍寺、千佛洞等6处省级文物保护单位，此外还有老君山森林公园、肃矿泉疗养院和兰州铁路疗养院等休闲娱乐保健场所。